# Сан-Сиприану (Резенде)
Сан-Сиприану (порт. São Cipriano) — район (фрегезия) в Португалии, входит в округ Визеу. Является составной частью муниципалитета Резенде. По старому административному делению входил в провинцию Дору-Литорал. Входит в экономико-статистический субрегион Тамега, который входит в Северный регион. Население составляет 858 человек на 2001 год. Занимает площадь 6,18 км².